# Fredrik Larsson
Fredrik Larsson (Lindome, 14 agosto 1974) è un bassista svedese, attualmente fa parte della band heavy metal Hammerfall.
Dopo aver lasciato gli Hammerfall nel 1997, è rientrato nel gruppo nel 2007 per sostituire il dimissionario Magnus Rosén.
In precedenza aveva militato in band quali Crystal Age e Evergrey.

## Discografia

### Con gli Hammerfall
- Glory to the Brave (1997)
- Steel Meets Steel - Ten Years of Glory (2007)